# Décennie de l'intégration tzigane
 (juillet 2022).
Si vous disposez d'ouvrages ou d'articles de référence ou si vous connaissez des sites web de qualité traitant du thème abordé ici, merci de compléter l'article en donnant les références utiles à sa vérifiabilité et en les liant à la section « Notes et références ».
La Décennie d'intégration tzigane est une initiative de neuf pays d'Europe centrale et orientale pour améliorer le statut socio-économique et mieux inclure socialement le peuple Rom (tsigane) dans cette région. L'initiative a été lancée en 2005, et représente un effort multinational durant jusqu'en 2015. C'est le premier projet multinational en Europe pour améliorer activement la vie des Roms.
Neuf pays participent à la Décennie d'intégration tzigane : Bulgarie, Croatie, Hongrie, Macédoine, République tchèque, Roumanie, Serbie, Monténégro, et Slovaquie. Tous ces pays ont une minorité tsigane significative, désavantagée économiquement et socialement.
En 2005, les gouvernements des pays ci-dessus ont déclaré avoir la volonté de combler le fossé social entre la population Rom et non-Rom, et de mettre fin au cycle de pauvreté et d'exclusion parmi les Roms.